# Traditionsstätte Talsperre des Friedens

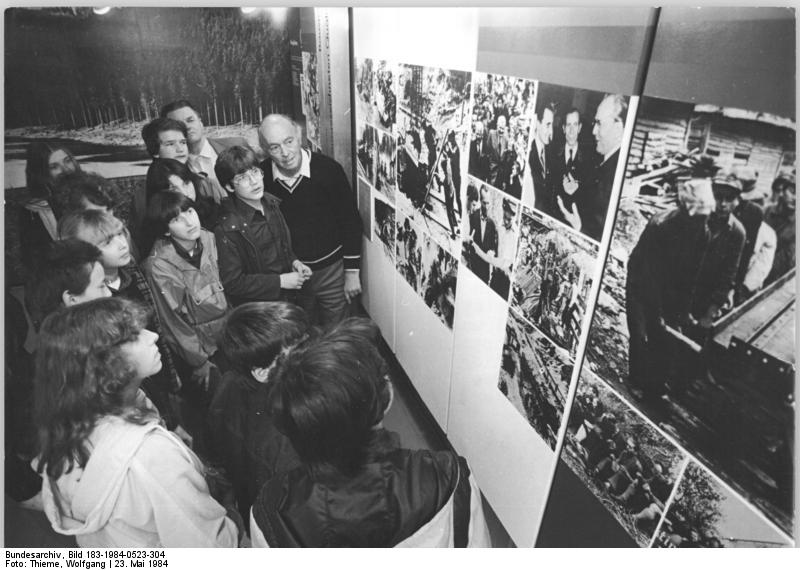
Einer der Ausstellungsräume in der Traditionsstätte.

Die Traditionsstätte Talsperre des Friedens war ein Museum im heutigen Ortsteil Sosa der Stadt Eibenstock im Erzgebirgskreis. Sie wurde Ende der 1960er Jahre in engem Zusammenhang mit den beiden Gaststätten Meiler und Köhlerhütte etwas außerhalb des Ortes in unmittelbarer Nähe der Talsperre Sosa im Fachwerkstil errichtet und im Mai 1969 feierlich eingeweiht. Die Ausstellungsstücke erinnerten an die Geschichte des Talsperrenbaues 1949–1952. Jährlich besuchten mehr als 10.000 Besucher die Traditionsstätte. Nach 1989 wurde dieses kleine Museum geschlossen und die Exponate verschwanden. Das Gebäude der einstigen Traditionsstätte wird heute als Wohnhaus genutzt.